# Uvaria diplocampta
Uvaria diplocampta este o specie de plante angiosperme din genul Uvaria, familia Annonaceae, descrisă de Friedrich Ludwig Diels. Conform Catalogue of Life specia Uvaria diplocampta nu are subspecii cunoscute.